# Sajtszagú galambgomba
A sajtszagú galambgomba (Russula amoenolens) az Agaricomycetes osztályának galambgomba-alkatúak (Russulales) rendjébe, ezen belül a galambgombafélék (Russulaceae) családjába tartozó, Európában, Észak-Afrikában és Észak-Amerikában elterjedt, lombos- és fenyőerdőkben élő, nem ehető gombafaj.

## Elterjedése és termőhelye
Európában, Észak-Afrikában és Észak-Amerikában honos. Magyarországon nem gyakori.
Lombos és fenyőerdőben él, leggyakrabban tölgyesekben. Síkságon és hegyvidéken egyaránt előfordul. Júniustól októberig terem. 

## Megjelenése
A sajtszagú galambgomba kalapja 4-10 cm széles, alakja fiatalon domború majd laposan kiterül és bemélyedővé válik. Felszíne nedves időben ragadós és fénylő, szárazon matt. Széle bordázott. Színe középen sötétebb, a szélénél világos szürkésbarna. A kalapbőr könnyen leválik és a kalap feléig lehúzható.
Húsa fiatalon kemény és tömör, öregen törékeny; színe fehér, a kalapbőr alatt szürkés-szürkésbarna. Szaga gyenge, kellemetlen: camembert sajthoz, spermához, articsókához, benzaldehidhez hasonlították; íze erősen csípős.   
Közepesen sűrűn álló, vastag, törékeny lemezei tönkhöz nőttek. Színük fiatalon fehéres, később piszkos krémszínűvé válnak, idősen barnásan elszíneződnek.
Tönkje 3-7 cm magas és 1,5-3 cm vastag. Alakja hengeres, tövénél vékonyodik. Színe fehér, idősen barnásan, sárgásbarnásan elszíneződik, főleg a tövénél. Felszíne sima. Idősen üregesedik. 
Spórapora krémszínű. Spórája szélesen elliptikus, felszíne tüskés (a tüskék között elszórtan összekötő gerincekkel), mérete 6-9 x 4,5-7 µm. 

### Hasonló fajok
A barna galambgomba, a cifra galambgomba vagy a mérgező korpástönkű galambgomba hasonlít hozzá. 

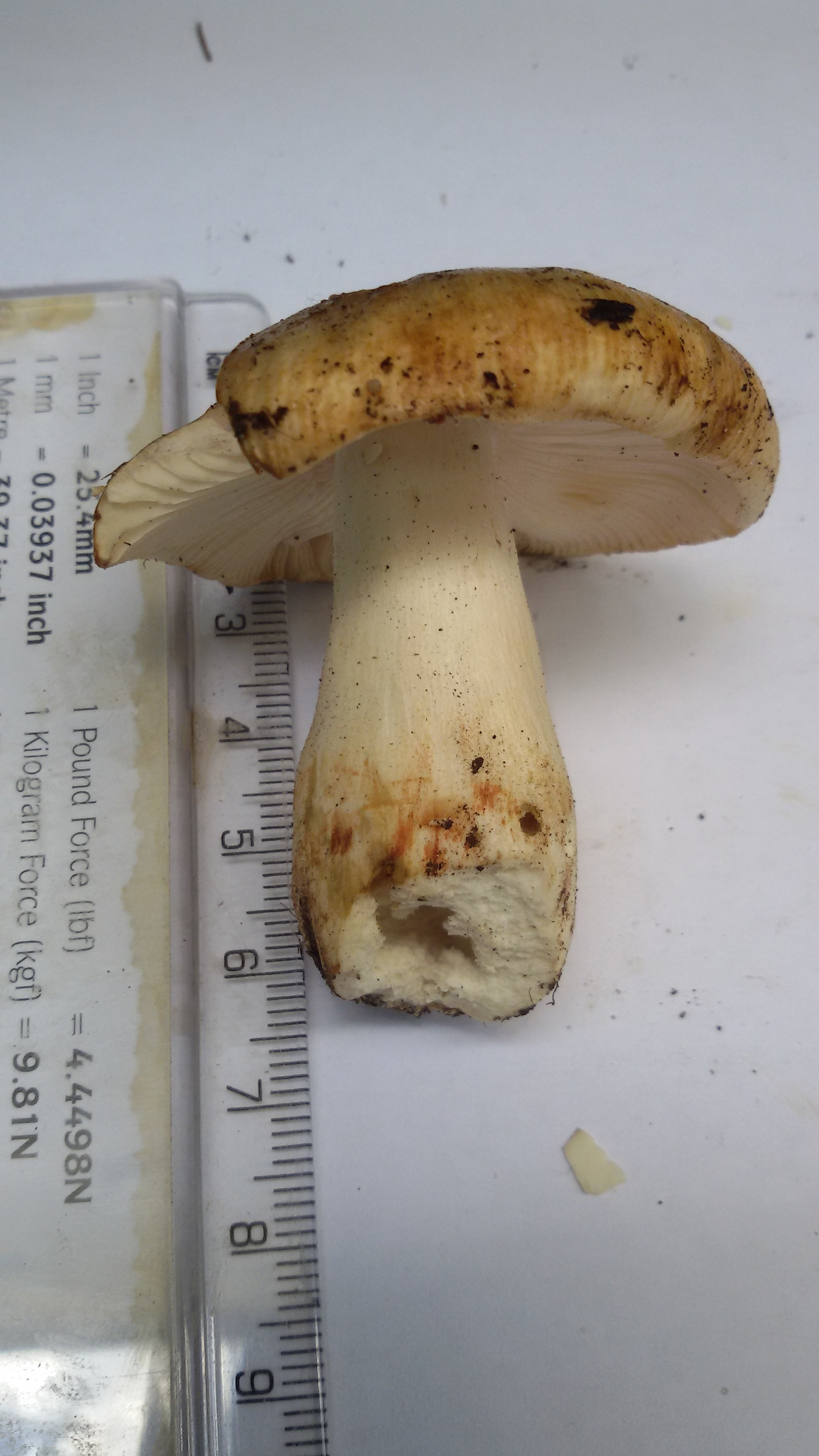
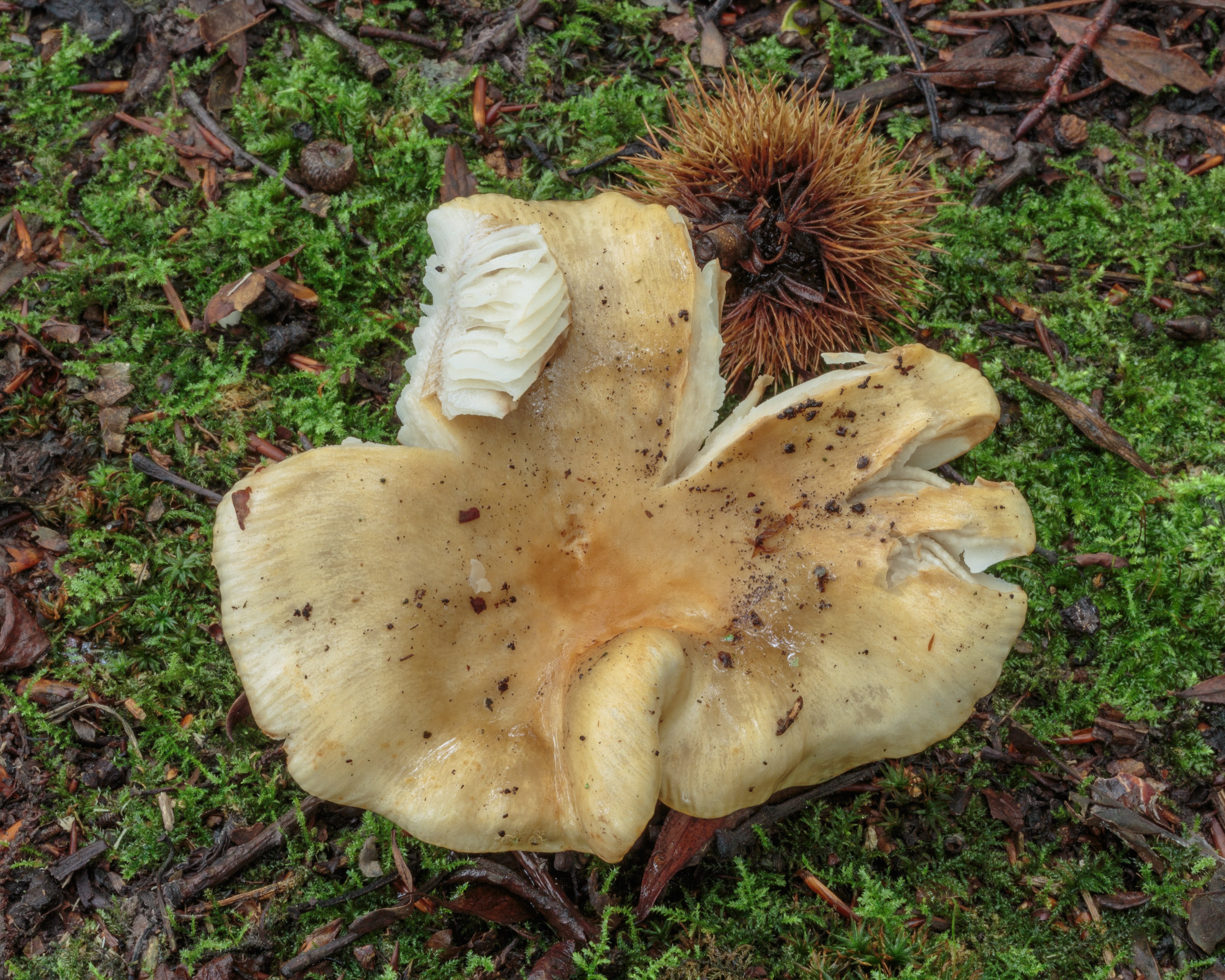
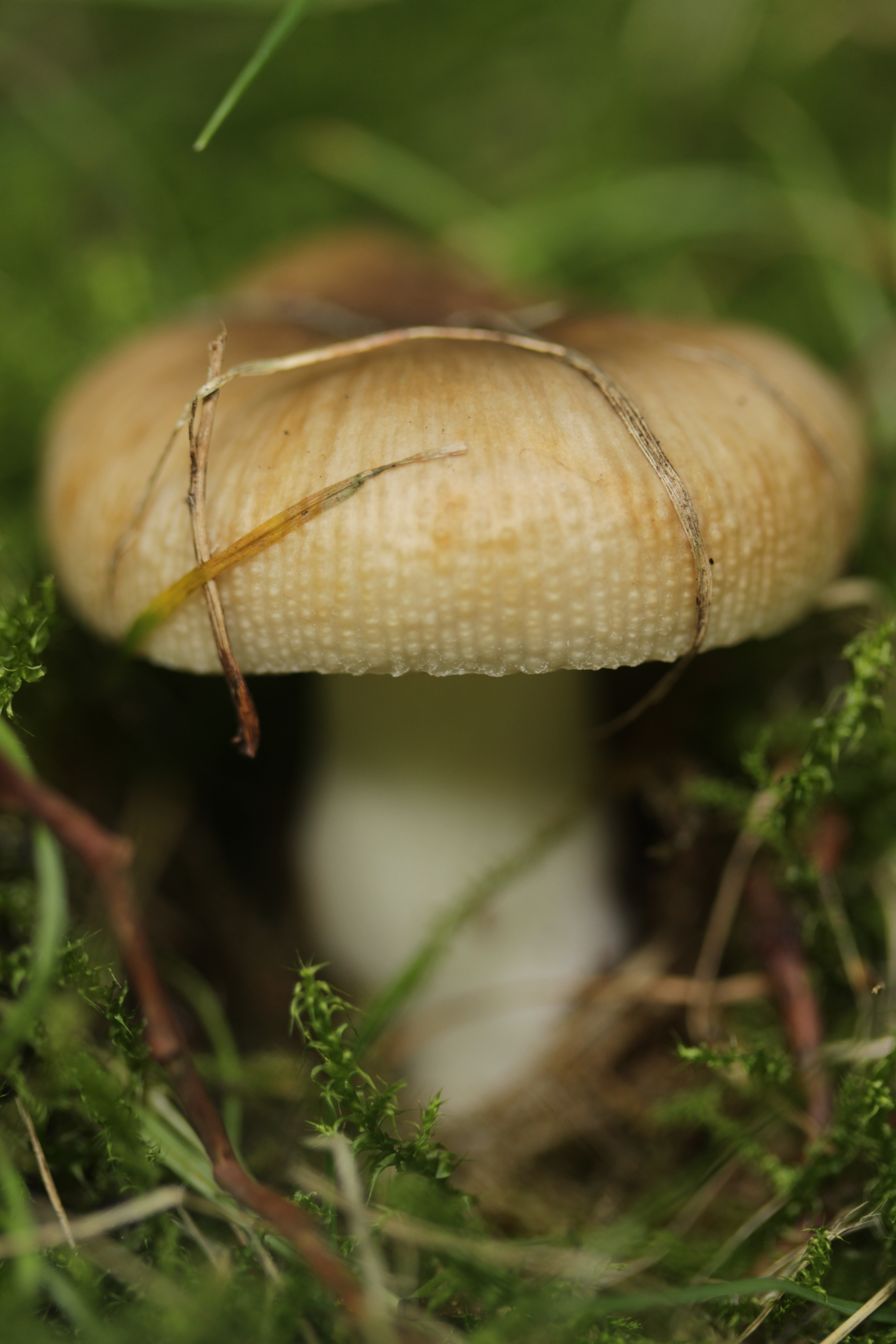

Nem ehető.